# 法国大学协会
法国大学协会（法語：France Universités），原名法国大学校长联席会议（法語：Conférence des présidents d'université）是建立于2007年的法国大学校长和部分大学校校长的联席会议，是根据1901年法律注册的非盈利组织。

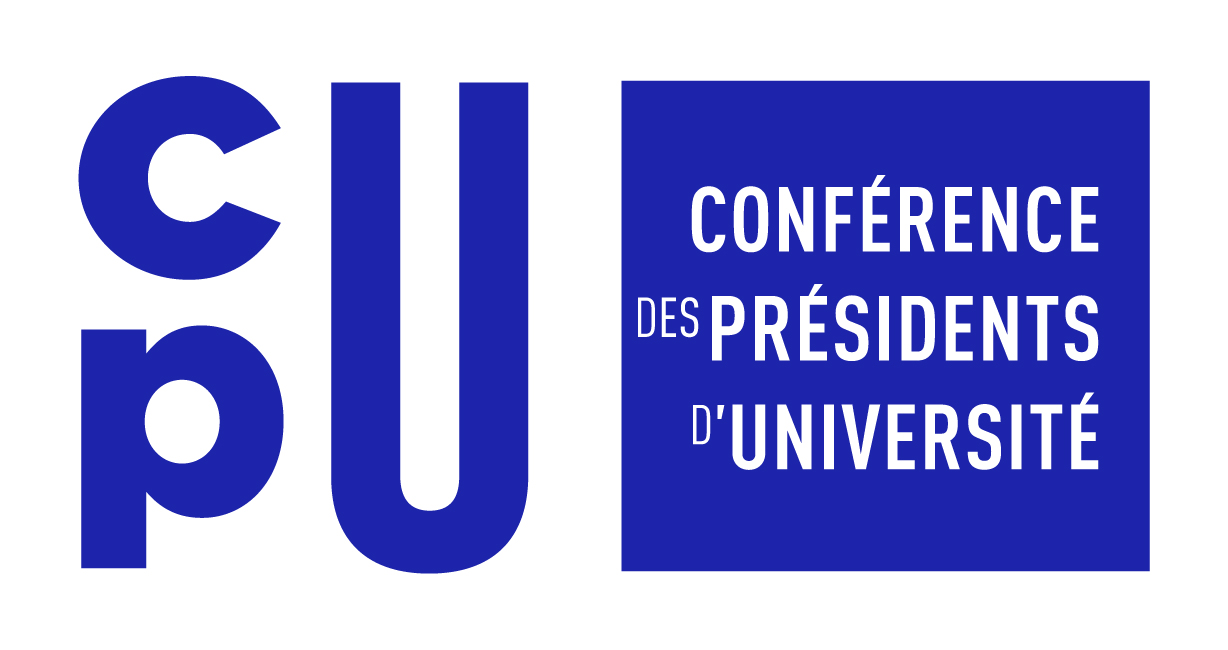
更名前标识

## 历史
根据2007年颁布的大学自由与责任法，原来的高等教育机构领导联席会将会被分为以大学校长为主的联席会和一个以工程师学校校长为主的会议。
2014年开始，大学校长联席会开始和法国国家科学研究中心共同举办「论文三分钟」（法語：Ma thèse en 180 secondes）的活动。

## 成员
参与联席会议的成员包括了法国所有公立大学的校长。
部分法国公立科学、文化和专业机构的领导也参与会议，例如：
- 三所技术大学的校长
- 三所国立理工学院和巴黎综合理工的校长
- 四所国立高等师范学校的校长
- 三所国立应用科学学院的校长
- 部分大型院校的领导：
  - CNAM
  - 巴黎中央理工
  - 社会科学高等研究院
  - 法国国立高等工程技术学校
  - 高等研究应用学院
  - 巴黎政治学院
  - 法国国立东方语言文化学院
  - 巴黎地地球物理研究院
  - 巴黎天文台

## 游说集团
联席会议在国民议会注册为利益代表，并报出350万欧元的总预算。
2017年联席会议在公共生活透明高等专办申报每年在法国用于有谁的资金不超过一万欧元。